# 전남노농협의회
전남노농협의회 (全南勞農協議會, 1931년 10월~1932년 6월 )는 전남지역에서 노동자, 빈농을 규합하여 혁명적 노동조합, 농민조합을 조직하고 이와는 별도로 지식인, 학생층을 중심으로 반일, 반제국주의 동맹을 결성하여
이를 통일적으로 지도하고자 했던 사회주의 계열의 독립운동이다. 

## 조직전 배경
1927년 김기선, 이응규, 이병호, 권대형은 동경 유학중에 고려공산청년회 일본부, 제3차 조선공산당 일본총국에 입당하여 활동하다 1928년 5월 사건이 발각되자 일본경찰의 체포를 면하려고 1929년 7월까지의 사이에 전후하여 조선에 돌아와
지리산을 중심으로 전전하면서 이응규는 경남 산청군 삼장면 대원사 大源寺에, 김기선은 전남 곡성군 죽곡면 태안사 泰安寺에 잠복하면서 1929년 8월경 산청군 대원사에서 김기선, 이응규, 강갑영, 권대형, 김계영, 박원효, 이병호가 회합하여
장래의 공산주의 운동을 약속하고 헤어졌다. 1930년 8월 권대형은 김기선과의 협의에서 먼저 전남 광주의 상황을 탐지하기로 한다.
권대형은 강갑영을 전남 조직책으로 하여 1930년 9월에 광주에, 김기선은 윤영기를 1930년 9월 목포에 보내고, 김기선 자신은 이응규와 함께 전주에 잠입하여 박만춘, 송기종외 수명을 동지로 획득하여 비밀결사를 조직하고 박만춘, 송기종 두 사람을 1932년 2월 광주로 보내게 된다. 1931년 1월 이응규는 김기선의 명령에 의하여 광주에 잠입하여 강갑영을 방문한 후 목포에 들어가 목포에 잠입 중이던 윤영기를 만나 광주, 목포지역의 운동상황을 점검하였다.

## 전남노농협의회 조직
1931년 12월 19일 광주읍 동정 東町 소재 안채수의 집에서 김기선, 이응규, 김호선, 윤승현, 김준수, 송기종, 박만춘, 김백동, 김영석, 정시환이 회합하여 전남노농협의회를 조직하였다. 내부조직으로 조직부, 노동농민부, 반제 反帝부 3부를 두었다.
그 다음날 김기선, 윤승현은 3부의 책임자로 김호선, 박만춘, 김백동을 선출하고, 1931년 12월 하순 김호선등은 협의결과 기존 3부외에 재정, 출판, 교육, 조사의 4부를 추가로 정하여 7부로 하기로 하였다.
책임은 다음과 같다.
- 책임: 김호선, 조직부: 김호선, 김백동,
- 정치부: 박만춘, 노동부: 김기선,
- 농민부: 윤승현, 반제부: 김준수,
- 재정부: 박만춘, 출판부: 윤승현,
- 교육부: 이응규, 조사부: 김기선

조직부의 활동사항은 다음과 같다.
1. 목포지역 조직 (김백동 책임, 김상만, 김용길): 동아고무, 동아직포 선하船荷노동조합에 조직을심으려고 노력
2. 화학부 조직 (송기종 책임): 전남 도시道是제사회사, 조일고무공장에 조직 노력
3. 정미精米부 조직(김호선 책임): 광주 정미소의 인원을 획득 노력
4. 교통부 조직 (이응규 책임, 박만춘, 송기종, 오정환, 박춘래, 안채수): 4명을 획득한후 40회에 걸쳐 연구강좌를 열었다.
5. 방적紡績부(김기선 책임, 윤영기, 송기종): 전남 도시제사주식회사(윤영기), 양림제사 주식회사(김기선), 종연鍾淵방적(송기종) 에 각 공장위원회 조직
6. 농민부(지역별로 김재동, 윤승현, 정시환 책임)
7. 옥과 무명 비밀결사: 정동화, 이정윤, 김재룡, 한덕명이 주동이 되어 옥과노동회를 장악하여 이를 좌경화 시키려고 하였음.
8. 나주군 남평면 우산리 민풍진흥회: 윤승현, 송성수
9. 순천과학연구회: 정시환, 박영진, 김완근이 주동이 되어 야학교를 운영하면서 계급의식을 고취
10. '자외선'과 보성 적색 농민부: 정은찬, 강환진, 최창진, 선태섭
11. 반제부
12. 사회과학연구회: 최정기, 김호선, 최차도, 최인식(최인봉)가 광주고등보통학교 생도들을 지도
13. 무명 비밀결사: 이계철, 김문술, 조기원
14. 재건 광주학생 비밀결사: 최차도, 조기원, 최창진, 이천례
15. 무산소년 획득동맹: 고재휴, 이응규, 최희원, 최창진

## 피고인 및 죄명
1. 주요 피고인: 김호선, 윤승현, 최창진, 최차도, 이응규, 김기선, 강갑영, 김재동, 안종익, 윤영기, 전갑선(여), 김질선(여), 이인형, 임종대, 이흥연, 송기종, 박만춘, 김영석, 정시환, 김백동, 이병식, 김수일, 김공금, 이기준, 조병철, 김정수, 박준구, 허원동, 이계호, 배사채, 최인봉(최인식), 김준수, 송성수, 조기원, 최정기, 고재휴, 최희원, 안채수, 김완근, 선태섭, 정은찬, 정동화, 이정윤, 김재룡, 한덕명, 등 총 117명
2. 적용죄명: 치안유지법 위반, 출판법 위반, 폭력행위 등 처벌법 위반, 업무방해

## 상훈
1. 건국훈장 애국장: 김호선, 윤승현, 김준수
2. 건국훈장 애족장: 강환진, 송성수, 김재동, 신문선, 고재휴, 권대형, 최정기, 김봉수